# Untouchables (groupe)
Pour les articles homonymes, voir Untouchables.
The Faith est un groupe américain de punk hardcore, originaire de Washington, actif entre 1979 et 1981.

## Histoire
Le groupe se forme en octobre 1979, le chanteur Alec MacKaye n'ayant que 13 ans à l'époque. Les membres se connaissent depuis la Woodrow Wilson High School de Washington et sont amis avec les Teen Idles, le groupe du frère aîné de MacKaye, Ian. Les deux groupes jouent ensemble pour la première fois en décembre 1979. En février 1980, les Untouchables forment une association avec les Bad Brains et les Teen Idles dans le but de louer une salle pour des concerts de punk hardcore, car le Madam's Organ dans le quartier d'Adams Morgan, le seul endroit qui accueille régulièrement des groupes de punk hardcore et qui sert aussi de commune pour le milieu, ferme à cause d'une augmentation de loyer. Avec les Bad Brains, les Untouchables donnent plusieurs concerts de bienfaisance pour l'association. Le groupe se produit également, bizarrerie très remarquée à l'époque, dans le cadre d'un concert de bienfaisance gratuit pour les jeunes défavorisés du ghetto Valley Green de Washington, majoritairement peuplé de Noirs. Au printemps 1980, les Untouchables et les Teen Idles enregistrent chacun une cassette démo dans le même studio, qui est ensuite distribuée dans la région de Washington. Cette cassette démo de trois titres reste la seule publication des Untouchables durant leur existence, mais permet au groupe d'acquérir une grande popularité au sein de la jeune scène hardcore de Washington. 
Le groupe qui précède S.O.A., The Extorts, se forme après que le guitariste Michael Hampton ait été fortement impressionné par un concert des Untouchables, et qu'il ait décidé de jouer une musique similaire. Le groupe qui précède Government Issue, The Stab, est formé lors de ce même concert. Avec la séparation des Teen Idles, les Untouchables deviennent le groupe le plus expérimenté de la scène de Washington. Minor Threat, S.O.A. et les Bad Brains jouent en première partie du groupe, et sont l'une des têtes d'affiche du Unheard Music Festival à Washington, où Rich Moore remplace le batteur de Government Issue, malade. À la fin de l'été 1980, Moore quitte Washington pour entamer des études universitaires, et est remplacé par Danny Ingram, qui ne joue pas encore de la batterie et doit apprendre à en jouer.
Le groupe se sépare en janvier 1981. MacKaye et Janney forment ensuite The Faith, Janney jouant plus tard dans Rites of Spring. MacKaye devient entre-temps peintre et écrivain. Queiroz et Ingram rejoignent Youth Brigade, le premier plus tard Rain. En 1992, Sonic Youth reprend le morceau Nic Fit des Untouchables sur son album Dirty. En 2006, le groupe figure sur la bande-son du documentaire American Hardcore. En 2013 parait le livre-photo Hard Art, DC 1979 de Lucian Perkins, double lauréat du prix Pulitzer, dans lequel les Untouchables sont représentés en bonne place. Les textes qui accompagnent le livre sont écrits par le chanteur MacKaye.

## Style musical et postérité
Le hardcore américain est développé par des jeunes qui n'avaient plus rien à voir avec le punk. Vers 1980, le punk était entré depuis longtemps dans le monde de la culture. Pour certains jeunes, le genre musical était trop établi, trop lié au monde de l'art, trop vide et par conséquent trop vieux. Ils développent leurs propres formes d'expression musicale en augmentant la vitesse de jeu et en radicalisant les textes, et annoncent en outre aux vêtements et accessoires voyants qui étaient courants dans le punk. Les Untouchables sont parmi les premiers groupes de Washington à se sentir appartenir à ce genre naissant. Les trois compositions originales qu'ils publient durent entre une minute et une minute et demie et se caractérisent par une vitesse de jeu relativement élevée. Dans le Washington Post, le journaliste Mark Jenkins classe les Untouchables parmi les autres premiers groupes de Dischord Records et définit leur style musical comme « brute et intense ». L'influent fanzine Touch and Go déclare que les Untouchables sont l'un des groupes « présents dès le début » de la scène de Washington et qu'ils ont écrit avec I Hate You, the Quintessential D.C. Anthem. Michael Hampton (S.O.A.) décrit « l'absence d'inhibition et l'énergie chaotique » comme les caractéristiques des performances live des Untouchables. Le fanzine Noise, basé dans l'Ohio, décrit les Untouchables comme l'un des trois groupes à l'origine de la scène hardcore de Washington. Ian MacKaye, en tant que participant, attribue dans une interview l'émergence de la scène D.C. hardcore à la présence des Untouchables sur scène hardcore à l'influence de seulement neuf personnes : les Teen Idles, les Untouchables et Henry Rollins.

## Discographie
- 1982 : Flex Your Head (Dischord Records)
- 2002 : 20 Years of Dischord (Dischord Records)
- 2006 : American Hardcore: The History of American Punk Rock 1980-1986 (Rhino Records)